# بخش مرکزی شهرستان مراوه‌تپه
بخش مرکزی یکی از بخش‌های شهرستان مراوه‌تپه در استان گلستان ایران است.

## تقسیمات کشوری
- بخش مرکزی شهرستان مراوه‌تپه
  - دهستان مراوه‌تپه
  - دهستان پالیزان

شهر: مراوه

## جمعیت
بنابر سرشماری مرکز آمار ایران، جمعیت بخش مرکزی شهرستان مراوه‌تپه در سال ۱۳۹۵ برابر با ۳۱،۲۶۲ نفر بوده است.